# ルビー・トゥイ
ルビー・トゥイ（Ruby Tui、1991年12月13日 - ）は、ニュージーランドの女子ラグビーユニオン選手。

## プロフィール
- ニュージーランド・ウェリントン出身[1]。
- ポジションはフランカー(FL)。
- 身長 177cm、体重 71kg
- 女子ニュージーランド代表キャップは4（2022年11月現在）。

## 略歴
2016年、リオ五輪の7人制女子ニュージーランド代表に選ばれて銀メダルを獲得。
そして2021年、東京五輪の7人制女子ニュージーランド代表に選ばれて金メダル獲得。
2022年、ラグビーワールドカップ2021の女子ニュージーランド代表に選ばれて、ブラックファーンズ2大会連続優勝に貢献。

## 受賞歴
- ワールドラグビー女子15人制最優秀新人賞:2022年[5]
- ワールドラグビー女子15人制ドリームチーム:2022年